# Kanalik dystalny

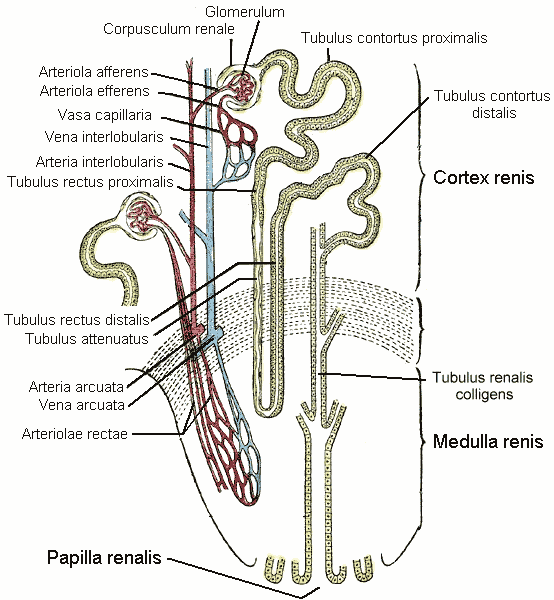
Schemat budowy nefronu z widocznym kanalikiem dystalnym (Tubulus contortus distalis)

Kanalik dystalny (kanalik dalszy, kanalik II rzędu, łac. tubulus contortus distalis) – odcinek kanalika nerkowego między pętlą nefronu, a kanalikiem zbiorczym. Obejmuje on gruby odcinek ramienia wstępującego pętli nefronu oraz kanalik kręty. Jest zbudowany z nabłonka pokrytego licznymi mikrokosmkami, zwiększającymi powierzchnię wchłaniania. W komórkach tego nabłonka występuje duża liczba mitochondriów, zapewniających energię dla transportu aktywnego, zachodzącego w procesie resorpcji nieobowiązkowej. Cały kanalik jest opleciony przez tętniczkę odprowadzającą. W kanaliku dystalnym zachodzi również proces sekrecji, w którym do kanalika są wydzielane m.in. jony potasowe (K+) oraz amonowe (NH+4).